# Amazaspo III
Amazasp III o Hamazasp I (en georgiano: ამაზასპ III, latinizado como Amazaspus) fue un rey del Reino de Iberia (también conocido nativamente como Kartli; en la antigua Georgia) desde el 260 al 265 d. C. Según Cyril Toumanoff pudo ser un vástago de la dinastía farnavázida, mientras que Richard N. Frye afirma que era un iraní, posiblemente relacionado con la familia real Sasánida.
El nombre Amazasp deriva del persa medio *Hamazāsp, en última instancia del persa antiguo Hamāzāspa. Aunque la etimología precisa de *Hamazāsp/Hamāzāspa sigue sin resolverse, puede explicarse a través del Avestan *hamāza-, "colisión/choque" + aspa-, "caballo", es decir, "aquel que poseía corceles de guerra".
Aunque Amazasp III es desgraciadamente desconocido en las tradiciones literarias de las Alta Edad Media y Georgia, algunas crónicas georgianas registran dos primeros reyes llamados Amazasp. Sin embargo, Amazasp III sí está atestiguado en un texto contemporáneo del Imperio sasánida, una fuente escrita en persa antiguo y en la inscripción trilingüe encontrada en el templo de Ka'ba-i-Zartosht Templo en la que se recogen las listas del Principado de Wirričān (Reino de Iberia) entre las dependencias y Protectorados del Persa y que atestigua una posición diplomática privilegiada de su Principado.
Se dice que Hamazasp, III tenía un alto rango en la jerarquía de la corte contemporánea de la dinastía persa sasánida y en todo el mundo de la antigua Persia. Se le menciona al principio de la inscripción trilingüe sólo después de los nombres del rey Ardashir de Adiabene, del rey Ardashir de Kirman, y también de la reina Denag de Meshan, y precedido por una larga lista de príncipes menores, ministros, y sátrapaas duques y gobernantes del templo de las ciudades reales del Imperio.
El profesor Cyril Toumanoff ha sugerido que Amazasp III fue "ayudado" a ser proclamado rey por la influencia del enérgico Alto Rey sasánida Shapur I como un útil antirrey para el aunque el Romanofilo príncipe Mihrdat II de Iberia, que se conoce única y exclusivamente por las crónicas georgianas. Otra inscripción sasánida, del sumo sacerdote Zohroastiani, alude efectivamente a una invasión de Iberia y de Albania en algún momento posterior al año 260. Amazasp III parece haber sido desposeído del trono en el 265, el momento, precisamente, en que la actividad imperial de Shapur llegaba definitivamente a su fin.
Algunos historiadores modernos como Giorgi Tsereteli, la doctora T'amila Mgaloblishvili y el profesor Stephen H. Rapp identifican principalmente al rey Hamazasp con el Señor-Príncipe Habzā: un rey de los Waručān que se menciona en algunos de los primeros textos maniqueos descubiertos por las expediciones científicas alemanas de Zee de 1908 y principios de 1914; (en el oeste de Asia), Regiones de Xinjian, y su oasis de Turpan.
En un interesante aparte, otro documento de esta colección se refiere a un orgulloso Alto Príncipe de Waruzān sin nombre, que parece haber impresionado a los maniqueos por sus perspectivas sobre el aprendizaje y el conocimiento.